# 日光線
日光線（日语：／ Nikkō sen */?）是一條連結栃木縣宇都宮市的宇都宮站與同縣日光市的日光站，屬於東日本旅客鐵道（JR東日本）的鐵路線（地方交通線）。

## 概要
日光線主要服務沿線上學和上班的通勤乘客，以及前往日光觀光的乘客。因此繁忙時間的車內常看到外國遊客的身影。由於是郊區路線，日光線的班次較疏，約每小時由宇都宮站及日光站分別對開一班。自2008年3月15日開始，日光線被算入旅客營業規則中規定的大都市近郊區間的「東京近郊區間」，並且也被算入IC交通卡「Suica」的首都圈地域內。全線由大宮支社管轄。自2009年3月起，為紀念日光線開業120年，列車外裝進行了修改，並在列車內的介紹中增加了外語。

## 路線資料
- 管轄：東日本旅客鐵道（第一種鐵道事業者）
- 路段（營業距離）：宇都宮－日光 40.5公里[1]
- 軌距：1067毫米[1]
- 站數：7個（包括起終點站）
  - 若只限屬於日光線的車站，排除屬於東北本線的宇都宮站[2]則為6個。
- 複線路段：沒有（全線單線）[1]
- 電氣化路段：全線（直流電 1500V）[1]
- 閉塞方式：單線自動閉塞式
- 運轉指令所（日语：運転指令所）：宇都宮CTC中心
- 保安裝置：ATS-P[3]
- 最高速度：95公里/小時

全線由大宮支社管轄。

## 運用車輛
- E131系600番台

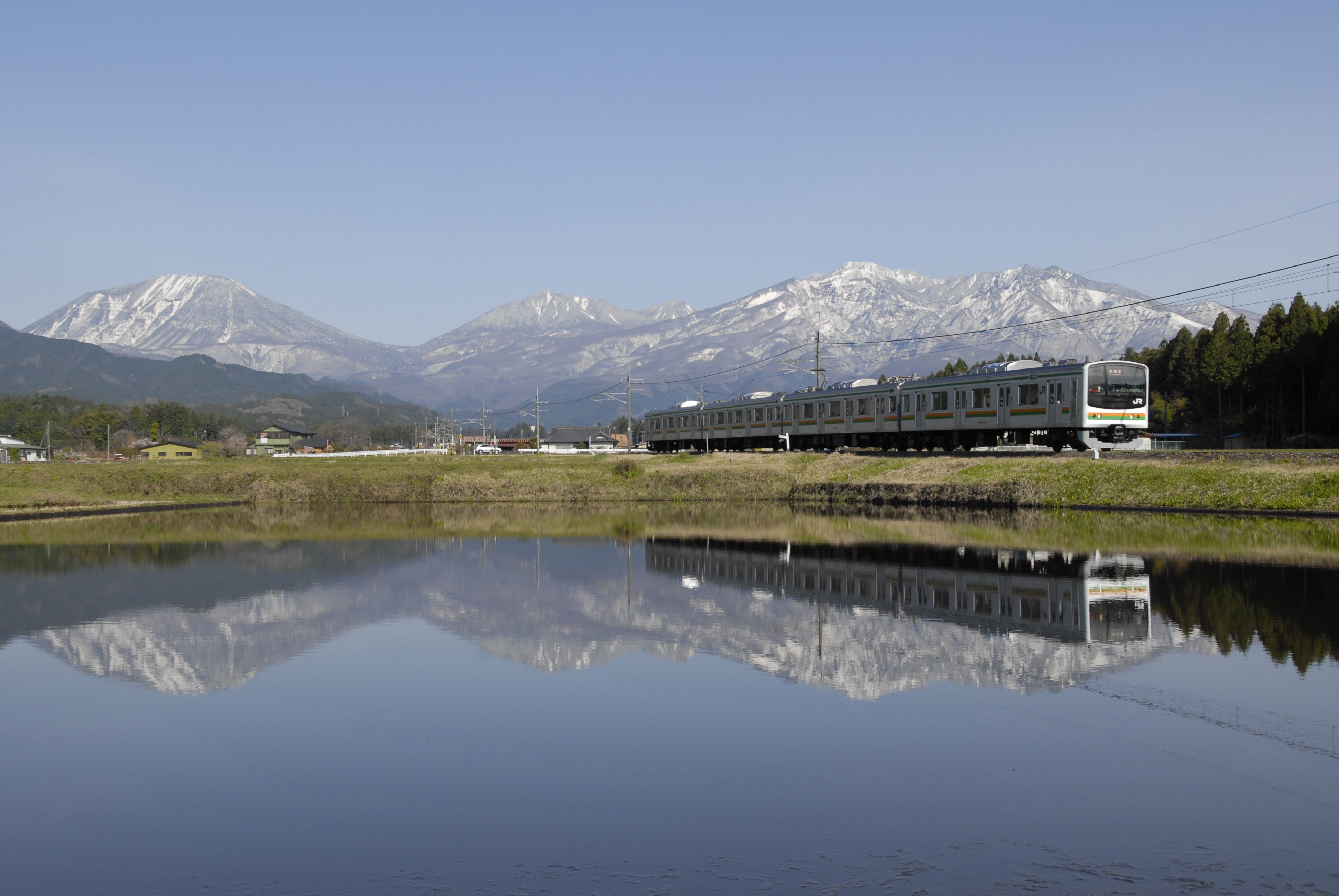
湘南色的205系600番台

  - 由2022年3月12日時間表改正起使用，取代205系。

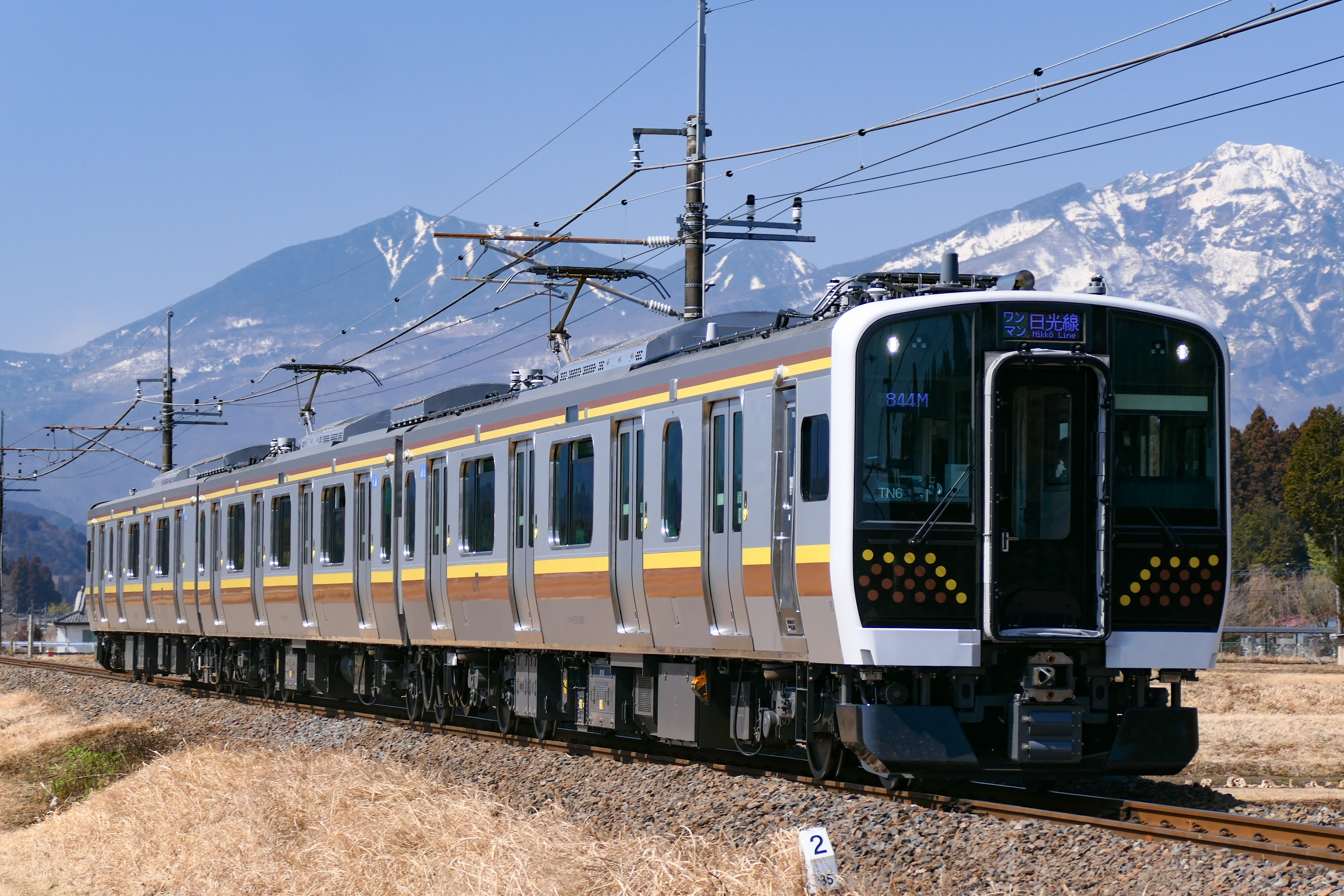
E131系600番台

過去用車
- 205系600番台
- 115系
- 107系0番台

## 历史
- 1890年（明治23年）6月1日：日本鐵道日光線宇都宮至今市段通車。同日砥上站、鹿沼站、文挾站、今市站開業。
- 1890年（明治23年）8月1日：今市至日光的延線開業，全線通車。同日日光站開業。
- 1902年（明治35年）9月13日：鶴田站開業，同日砥上站停業。
- 1906年（明治39年）11月1日：日本鐵道被國有化，路線由政府接管。
- 1909年（明治42年）10月12日：日本國有鐵道把所有路線重新命名，本線（宇都宮至日光）被命名為日光線。
- 1929年（昭和4年）11月1日：下野大澤站開業。
- 1959年（昭和34年）9月22日：全線電氣化。
- 1984年（昭和59年）2月1日：全線貨運業務停業。
- 1987年（昭和62年）4月1日：國鐵分割民營化，本線由東日本旅客鐵道接手經營。日本貨物鐵道（JR貨物）使用本線宇都宮至鶴田段，成為第二種鐵道事業者。
- 1990年（平成2年）12月1日：下野大澤站讀音由改為。
- 2003年（平成15年）4月1日：日本貨物鐵道停止在本線的服務。
- 2008年（平成20年）3月15日：全線納入東京近郊路段，同日全線引入Suica智能卡系統。

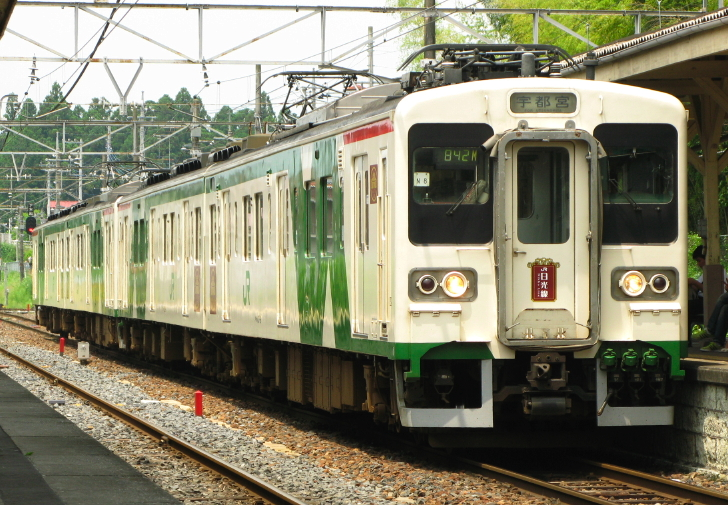
以普通列車運用之107系0番台電車（圖片為舊塗裝）

## 車站列表
- 所有列車均為普通列車（停靠所有車站）
- 所有車站均可進行列車交會
- 所有車站均位於栃木縣內

| 中文站名 | 日文站名 | 英文站名 | 站間營業距離 | 累計營業距離 | 接續路線                                                        | 所在地   |
| -------- | -------- | -------- | ------------ | ------------ | --------------------------------------------------------------- | -------- |
| 宇都宮   |          |          | -            | 0.0          | 東日本旅客鐵道： 東北新幹線、山形新幹線、■東北本線（ 宇都宮線） | 宇都宮市 |
| 鶴田     |          |          | 4.8          | 4.8          |                                                                 | 宇都宮市 |
| 鹿沼     |          |          | 9.5          | 14.3         |                                                                 | 鹿沼市   |
| 文挾     |          |          | 8.1          | 22.4         |                                                                 | 日光市   |
| 下野大澤 |          |          | 5.8          | 28.2         |                                                                 | 日光市   |
| 今市     |          |          | 5.7          | 33.9         | 東武鐵道： 日光線、 鬼怒川線 …下今市（TN-23）                   | 日光市   |
| 日光     |          |          | 6.6          | 40.5         | 東武鐵道： 日光線 …東武日光（TN-25）                            | 日光市   |

1. ↑  包括 湘南新宿線直通 橫須賀線、上野東京線直通 東海道線。

### 過去的接續路線
- 鶴田站：大谷線（日语：東武大谷線）[5]
- 日光站：日光軌道線（日语：東武日光軌道線） - 1968年2月25日廢除[6]

## 關連項目
- 日本鐵路線列表